# V376 Pegasi
V376 Pegasi, eller HD 209458, är en förmörkelsevariabel av planetpassage-typ (EP) i Pegasus. Stjärnan är prototypstjärna för planetpassage-variablerna, vars variationer ofta är mycket små i amplitud och kräver noggranna observationer för att upptäckas.
V376 Pegasi har visuell magnitud +7,65 och kan vid planetpassager tappa ungefär 0,18 magnituder i ljusstyrka. Stjärnan befinner sig på ett avstånd av ungefär 162 ljusår.

## Exoplanet
Närvaron av en exoplanet vid stjärnan upptäcktes i november 2009 vid spektroskopiska studier av stjärnan. Några dagar senare kunde ett annat forskningsteam observera hur exoplaneten förmörkade stjärnan. Planeten beräknas ha 0,69 Jupitermassor och har fått smeknamnet Osiris. Det är den första planeten som upptäckts för denna stjärna och fortfarande 2019 har inga fler registrerats. Planeten betecknas som en så kallad "het Jupiter" och är som sådan en av de bäst studerade.
| Planet | Massa   | Halv storaxel (AE) | Siderisk omloppstid (d)             | Excentricitet | Inklination | Radie   |
| ------ | ------- | ------------------ | ----------------------------------- | ------------- | ----------- | ------- |
| b      | 0,71 MJ | 0,045              | 3,52474541±0,00000025 (84,5 timmar) | 0,014±0,009   | 86,1±0,1    | 1,38 RJ |